# Dây sót
Dây sót (danh pháp khoa học: Gnetum cuspidatum) là một loài thực vật hạt trần trong họ Gnetaceae. Loài này được Blume mô tả khoa học đầu tiên năm 1849.